# Zeslandentoernooi 2024 (onder 20)
De zeventiende editie van het Zeslandentoernooi onder 20 van de Rugby Union werd gespeeld van 2 februari tot en met 15 maart 2024 tussen de rugbyteams van Engeland, Frankrijk, Italië, Schotland, Wales en het Iers rugbyteam (het team dat zowel de Republiek Ierland als Noord-Ierland vertegenwoordigt in internationale wedstrijden). Ierland verdedigde de titel en Engeland won het toernooi.

## Deelnemende landen
| Land      | Stadion                   | Capaciteit | Stad            | Coach            | Aanvoerder                                               |
| --------- | ------------------------- | ---------- | --------------- | ---------------- | -------------------------------------------------------- |
| Engeland  | Recreation Ground         | 14.509     | Bath            | Mark Mapletoft   | Finn Carnduff                                            |
| Frankrijk | Stade Maurice David       | 8.727      | Aix-en-Provence | Sébastien Calvet | Mathis Castro-Ferreira, Corentin Mézou en Leo Carbonneau |
| Frankrijk | Stade Raoul-Barrière      | 18.555     | Béziers         | Sébastien Calvet | Mathis Castro-Ferreira, Corentin Mézou en Leo Carbonneau |
| Frankrijk | Stade du Hameau           | 14.999     | Pau             | Sébastien Calvet | Mathis Castro-Ferreira, Corentin Mézou en Leo Carbonneau |
| Ierland   | Musgrave Park             | 8.008      | Cork            | Richie Murphy    | Evan O’Connell                                           |
| Italië    | Stadio Comunale di Monigo | 5.000      | Treviso         | Massimo Brunello | Jacopo Botturi                                           |
| Schotland | Edinburgh Rugby Stadium   | 7.800      | Edinburgh       | Kenny Murray     | Liam McConnell en Ruaraidh Hart met Geordie Gwynn        |
| Wales     | Eirias Stadium            | 6.080      | Colwyn Bay      | Richard Whiffin  | Harri Ackerman en Harry Beddall                          |
| Wales     | Cardiff Arms Park         | 12.125     | Cardiff         | Richard Whiffin  | Harri Ackerman en Harry Beddall                          |

## Stand
| Positie | Land      | Wedstrijden | Wedstrijden | Wedstrijden | Wedstrijden | Punten | Punten | Punten   | Try's | Try's | Bonus-punten | Tabel Punten |
| Positie | Land      | Gespeeld    | Gewonnen    | Gelijk      | Verloren    | Voor   | Tegen  | Verschil | Voor  | Tegen | Bonus-punten | Tabel Punten |
| ------- | --------- | ----------- | ----------- | ----------- | ----------- | ------ | ------ | -------- | ----- | ----- | ------------ | ------------ |
| 1       | Engeland  | 5           | 4           | 1           | 0           | 171    | 98     | 73       | 24    | 14    | 5            | 23           |
| 2       | Ierland   | 5           | 4           | 1           | 0           | 171    | 93     | 78       | 23    | 12    | 4            | 22           |
| 3       | Frankrijk | 5           | 2           | 0           | 3           | 156    | 131    | 25       | 21    | 18    | 6            | 14           |
| 4       | Italië    | 5           | 2           | 0           | 3           | 118    | 120    | -2       | 16    | 17    | 2            | 10           |
| 5       | Wales     | 5           | 2           | 0           | 3           | 91     | 160    | -69      | 14    | 23    | 2            | 10           |
| 6       | Schotland | 5           | 0           | 0           | 5           | 74     | 179    | -105     | 12    | 26    | 1            | 1            |

## Programma en uitslagen
Het wedstrijdschema werd op 20 juli 2023 bekendgemaakt. De hieronder getoonde tijden zijn Midden-Europese Tijd.

### Week 1
| 2 februari 2024 19:45 | Wales                | 37 - 29 | Schotland            | Eirias Stadium, Colwyn Bay Scheidsrechter: Jérémy Rozier |
| 2 februari 2024 19:45 | Try: 6 Con: 2 Pen: 1 | Verslag | Try: 5 Con: 2 Pen: 0 | Eirias Stadium, Colwyn Bay Scheidsrechter: Jérémy Rozier |

| 2 februari 2024 20:15 | Italië               | 11 - 36 | Engeland             | Stadio Comunale di Monigo, Treviso Scheidsrechter: Evan Urruzmendi |
| 2 februari 2024 20:15 | Try: 1 Con: 0 Pen: 2 | Verslag | Try: 5 Con: 4 Pen: 1 | Stadio Comunale di Monigo, Treviso Scheidsrechter: Evan Urruzmendi |

| 3 februari 2024 21:10 | Frankrijk            | 31 - 37 | Ierland              | Stade Maurice David, Aix-en-Provence Scheidsrechter: Morné Ferreira |
| 3 februari 2024 21:10 | Try: 4 Con: 4 Pen: 1 | Verslag | Try: 4 Con: 4 Pen: 3 | Stade Maurice David, Aix-en-Provence Scheidsrechter: Morné Ferreira |

### Week 2
| 9 februari 2024 20:15 | Ierland              | 23 - 22 | Italië               | Musgrave Park, Cork Scheidsrechter: Jérémy Rozier |
| 9 februari 2024 20:15 | Try: 3 Con: 1 Pen: 2 | Verslag | Try: 3 Con: 2 Pen: 1 | Musgrave Park, Cork Scheidsrechter: Jérémy Rozier |

| 9 februari 2024 20:15 | Engeland             | 28 - 7  | Wales                | Recreation Ground, Bath Scheidsrechter: Aimee Barrett-Theron |
| 9 februari 2024 20:15 | Try: 4 Con: 1 Pen: 2 | Verslag | Try: 1 Con: 1 Pen: 0 | Recreation Ground, Bath Scheidsrechter: Aimee Barrett-Theron |

| 9 februari 2024 21:00 | Schotland            | 14 - 29 | Frankrijk            | Edinburgh Rugby Stadium, Edinburgh Scheidsrechter: Angus Mabey |
| 9 februari 2024 21:00 | Try: 2 Con: 2 Pen: 0 | Verslag | Try: 4 Con: 3 Pen: 1 | Edinburgh Rugby Stadium, Edinburgh Scheidsrechter: Angus Mabey |

### Week 3
| 23 februari 2024 20:15 | Ierland              | 43 - 8  | Wales                | Musgrave Park, Cork Scheidsrechter: Federico Vedovelli |
| 23 februari 2024 20:15 | Try: 6 Con: 5 Pen: 1 | Verslag | Try: 1 Con: 0 Pen: 1 | Musgrave Park, Cork Scheidsrechter: Federico Vedovelli |

| 23 februari 2024 20:15 | Schotland            | 17 - 30 | Engeland             | Edinburgh Rugby Stadium, Edinburgh Scheidsrechter: Mike English |
| 23 februari 2024 20:15 | Try: 3 Con: 1 Pen: 0 | Verslag | Try: 4 Con: 2 Pen: 2 | Edinburgh Rugby Stadium, Edinburgh Scheidsrechter: Mike English |

| 23 februari 2024 21:00 | Frankrijk            | 20 - 23 | Italië               | Stade Raoul-Barrière, Béziers Scheidsrechter: Ian Kenny |
| 23 februari 2024 21:00 | Try: 3 Con: 1 Pen: 1 | Verslag | Try: 3 Con: 1 Pen: 2 | Stade Raoul-Barrière, Béziers Scheidsrechter: Ian Kenny |

### Week 4
| 7 maart 2024 20:45 | Wales                | 12 - 45 | Frankrijk            | Cardiff Arms Park, Cardiff Scheidsrechter: Takehito Namekawa |
| 7 maart 2024 20:45 | Try: 2 Con: 1 Pen: 0 | Verslag | Try: 6 Con: 6 Pen: 1 | Cardiff Arms Park, Cardiff Scheidsrechter: Takehito Namekawa |

| 8 maart 2024 20:15 | Engeland             | 32 - 32 | Ierland              | Recreation Ground, Bath Scheidsrechter: Reuben Keane |
| 8 maart 2024 20:15 | Try: 4 Con: 3 Pen: 2 | Verslag | Try: 5 Con: 2 Pen: 1 | Recreation Ground, Bath Scheidsrechter: Reuben Keane |

| 8 maart 2024 20:15 | Italië               | 47 - 14 | Schotland            | Stadio Comunale di Monigo, Treviso Scheidsrechter: Saba Abulashvili |
| 8 maart 2024 20:15 | Try: 7 Con: 6 Pen: 0 | Verslag | Try: 2 Con: 2 Pen: 0 | Stadio Comunale di Monigo, Treviso Scheidsrechter: Saba Abulashvili |

### Week 5
| 15 maart 2024 20:00 | Ierland              | 36 - 0  | Schotland            | Musgrave Park, Cork Scheidsrechter: Takehito Namekawa |
| 15 maart 2024 20:00 | Try: 5 Con: 4 Pen: 1 | Verslag | Try: 0 Con: 0 Pen: 0 | Musgrave Park, Cork Scheidsrechter: Takehito Namekawa |

| 15 maart 2024 20:30 | Wales                | 27 - 15 | Italië                               | Cardiff Arms Park, Cardiff Scheidsrechter: Reuben Keane |
| 15 maart 2024 20:30 | Try: 4 Con: 2 Pen: 1 | Verslag | Try: 2 (1 penalty try) Con: 0 Pen: 1 | Cardiff Arms Park, Cardiff Scheidsrechter: Reuben Keane |

| 15 maart 2024 21:00 | Frankrijk            | 31 - 45 | Engeland                             | Stade du Hameau, Pau Scheidsrechter: Federico Vedovelli |
| 15 maart 2024 21:00 | Try: 4 Con: 4 Pen: 1 | Verslag | Try: 7 (1 penalty try) Con: 4 Pen: 0 | Stade du Hameau, Pau Scheidsrechter: Federico Vedovelli |